# معركة جزيرة ويك
معركة جزيرة ويك كانت معركة ضمن مسرح عمليات المحيط الهادئ في الحرب العالمية الثانية على جزيرة ويك. بدأ الهجوم الياباني بالتزامن مع الهجوم على بيرل هاربر في هاواي. بدأت المعركة في 8 ديسمبر وانتهت في 23 ديسمبر 1941 باستسلام القوات الأمريكية لإمبراطورية اليابان.
احتفظ اليابانيون بالجزيرة طوال فترة الحرب؛ استسلمت الحامية اليابانية المتبقية في الجزيرة إلى كتيبة من مشاة البحرية الأمريكية في 4 سبتمبر 1945، وذلك بعد يومين من استلام اليابان الرسمي.